# Fuji T-5
Il T-5 è un aereo da addestramento basico monomotore ad ala bassa, con un abitacolo a 2 posti affiancati, progettato e prodotto dall'azienda aeronautica giapponese Fuji Heavy Industries.

## Storia del progetto
Il Fuji T-5 venne sviluppato dalla Fuji Heavy Industries per soddisfare le esigenze addestrative della Kaijō Jieitai, la Forza marittima di autodifesa, che richiedeva un sostituto del Fuji KM-2 dotato di motore a pistoni (a sua volta uno sviluppo del T-34 Mentor). Il prototipo, ridesignato KM-2D, era un KM-2 su cui fu installato un motore turboelica Allison Model 250 al posto del motore a pistoni originariamente installato. Il primo volo di questa nuova versione avvenne per la prima volta il 28 giugno 1984, mentre la certificazione fu ottenuta il 14 febbraio 1985.

### Tecnica
Il KM-2D originale, interamente costruito in metallo, era dotato di ala bassa, di un carrello di atterraggio triciclo retrattile con il carrello principale che si ritrae verso l'interno e quello anteriore all'indietro. L'accesso alla cabina era possibile tramite due portiere laterali, perché la versione iniziale non era dotata di tettuccio.
Successivamente venne sviluppata la versione KM-2Kai che, a differenza del KM-2D, veniva dotata di una cabina di pilotaggio modernizzata, dotata di posti affiancati e un tettuccio scorrevole in sostituzione delle porte laterali di cui erano originariamente dotati sia il KM-2 originale che la versione KM-2D.

### Propulsione
Per quanto concerne la propulsione, l'aereo venne dotato di una turboelica Allison 250-B17D, accoppiata ad un'elica a tre pale a velocità costante, che gli permetteva di raggiungere la velocità massima di 357 chilometri orari.

## Impiego operativo
I primi 36 KM-2D furono ordinati nel 1984 e ricevuti a partire dal 1988.
Successivamente, in sostituzione dei primi trenta aerei del primo lotto, venne selezionata la versione KM-2Kai che, ridesignata T-5, fu ordinata nel marzo del 1987. Le prime consegne iniziarono nel 1988, ed i primi T-5 furono consegnati al 201° Air Training Squadron sulla Ozuki Air Field.
Nel settembre del 2024 è stata autorizzata la produzione di un nuovo lotto di T-5, con fabbisogno indicato in trenta esemplari.

## Versioni
- KM-2D: versione aggiornata del KM-2, dotata di una nuova turboelica Allison 250-B17D.[4]
- KM-2Kai/T-5: versione estesamente aggiornata, dotata di cabina di pilotaggio modernizzata e con posti affiancati, nuovo tettuccio scorrevole in sostituzione delle porte laterali.[4]

## Utilizzatori
Giappone
- Kaijō Jieitai

36 T-5 ordinati nel 1984 e consegnati a partire dal 1988, sostituiti successivamente da 30 nuovi esemplari, entrati in servizio tra il 2008 e il 2015. La produzione di un nuovo lotto di 30 aerei è stata autorizzata a settembre 2024.